# Kapuzinerkloster Wiener Neustadt

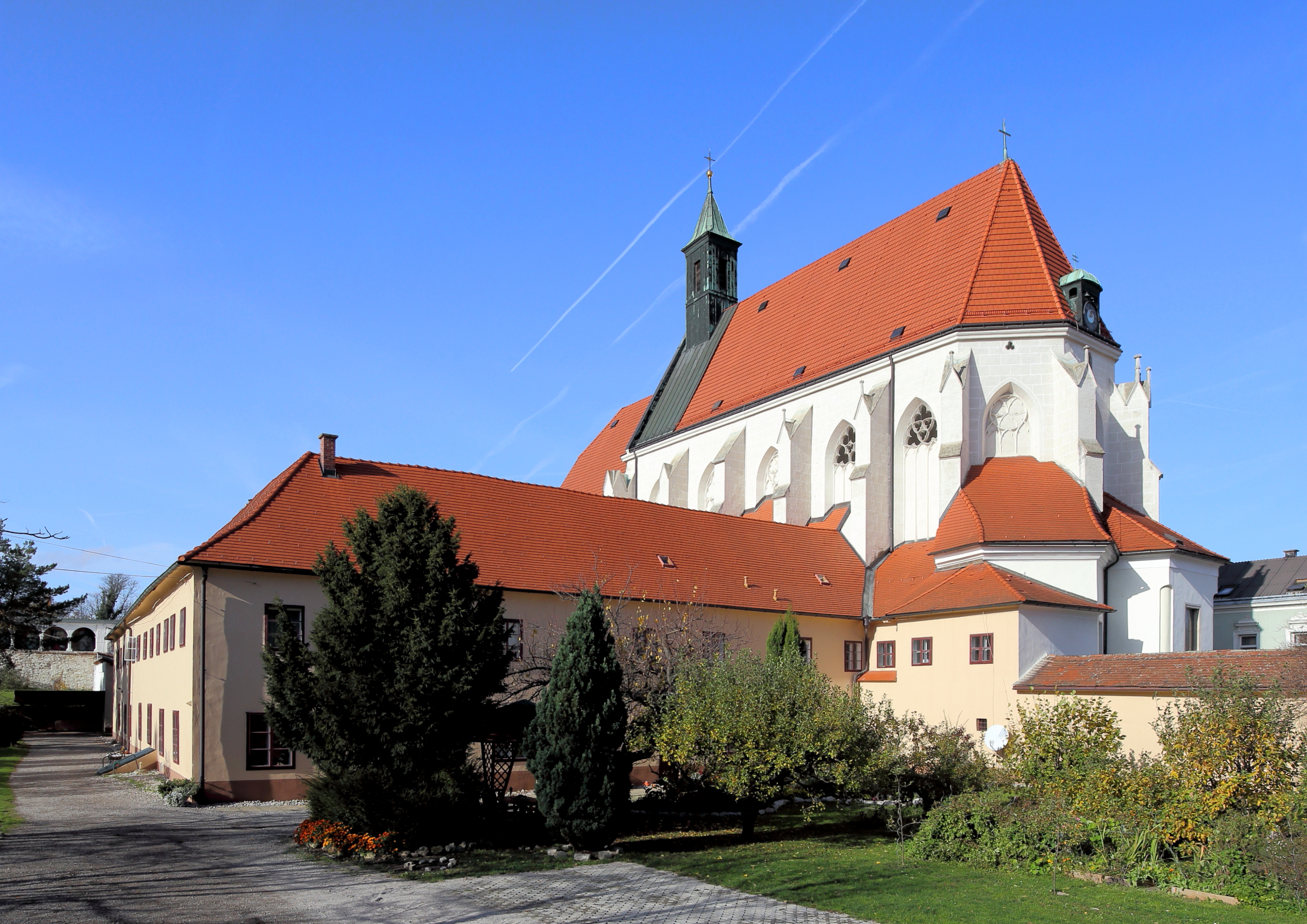
Südostansicht des Kapuzinerklosters mit der ehemaligen Minoritenkirche

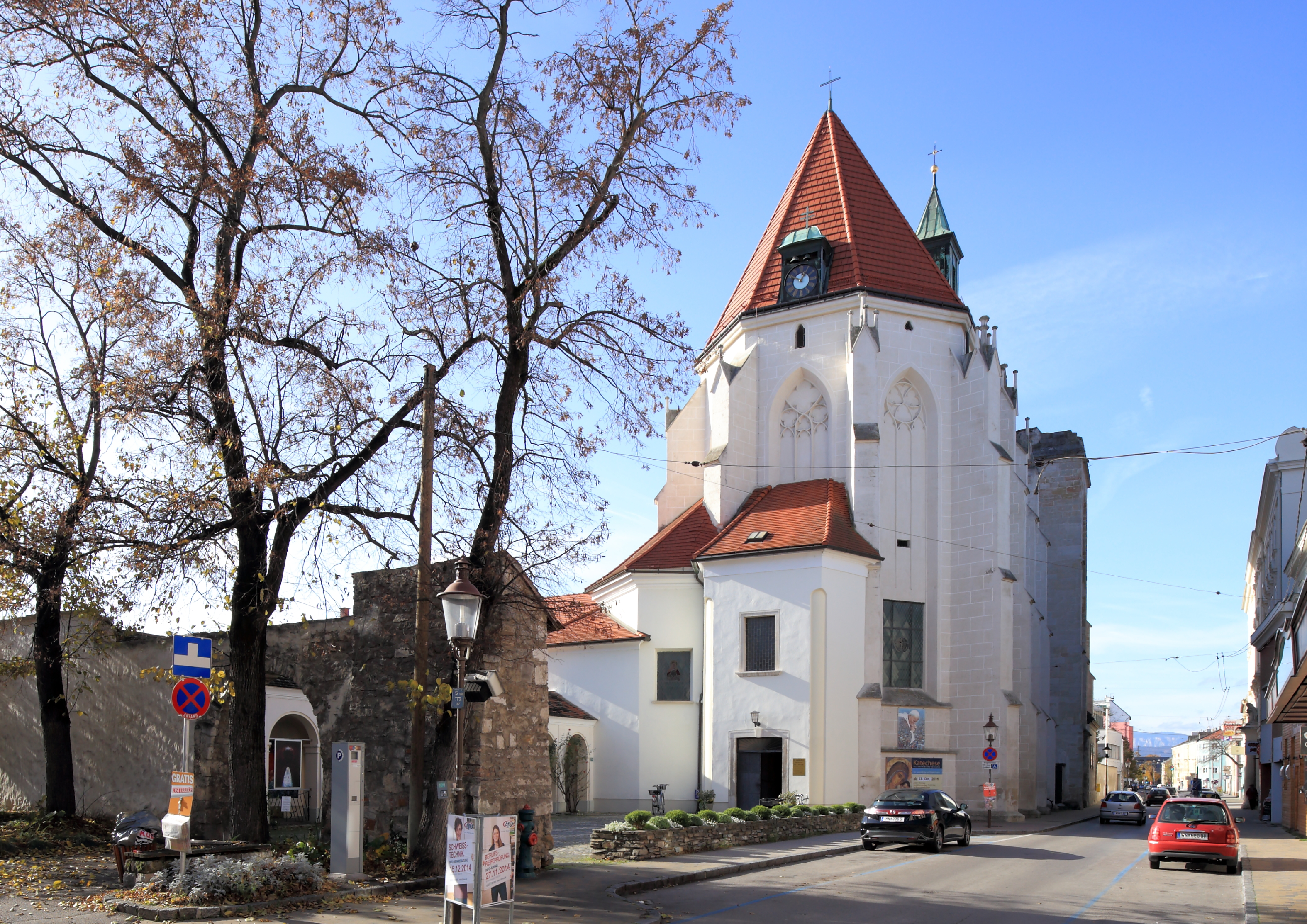
Nordostansicht der Klosterkirche

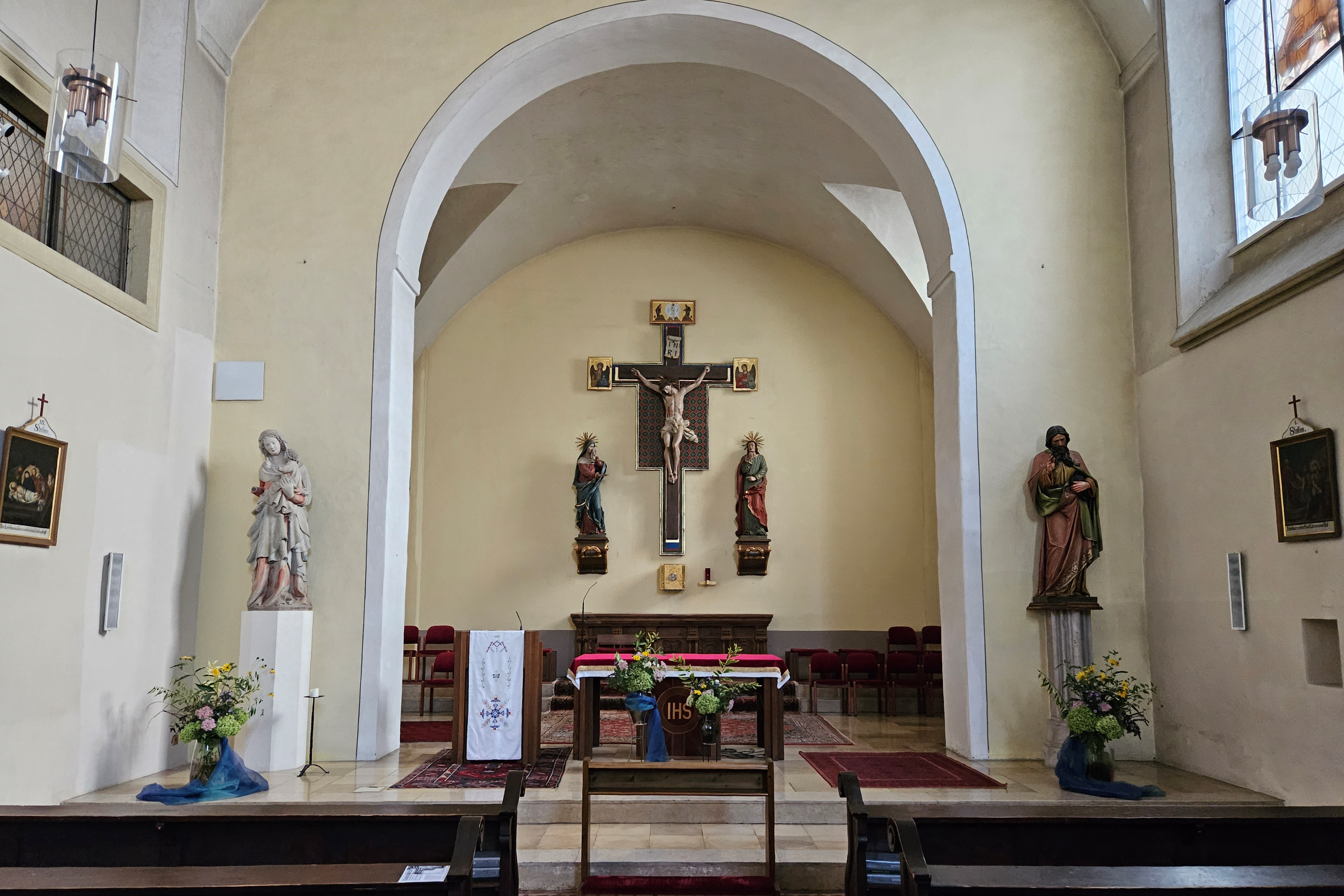
Innenansicht der Klosterkirche

Das Kapuzinerkloster Wiener Neustadt ist ein Kloster der Kapuziner in der Bahngasse in der Stadt Wiener Neustadt in Niederösterreich. Das Kloster gehört zur Kapuzinerprovinz Österreich-Südtirol. Das Kloster und die vorgelagerte Kapuzinerkirche Wiener Neustadt stehen unter Denkmalschutz.

## Geschichte
Vor 1250 wurde ein Kloster des 1210 gegründeten Franziskanerordens (fratres minores, Minderbrüder oder Minoriten) innerhalb der Stadtmauern in der Südwestecke Wiener Neustadts gegründet. Die Minoritenkirche wird zu einem Ablass für Kirchenbesucher im Jahre 1267 urkundlich genannt. Der bestehende Langchor wurde um 1330 errichtet. In der Reformation ging das Kloster unter. Im Jahre 1623 wurde die Ruine an die Kapuziner übergeben, die einen Umbau des Klosters begannen.

## Kapuzinerkloster
Die barocke zweigeschoßige Vierflügelanlage um einen quadratischen Hof entstand aus einem Umbau des ruinösen Franziskanerklosters. Im Pfortengang des Erdgeschoßes gibt es gotische Wandmalereien von Petrus und Antonius aus dem 14. Jahrhundert, die im Jahre 1953 aus einem heutigen Kellerraum und ehemaliger südlicher Langhausinnenwand der gotischen Minoritenkirche hierher übertragen wurden. Im Westtrakt sind frühgotische Säulenfragmente mit Kapitellen und aufgesetzten Rundbogen aus dem 13. Jahrhundert der Zeit der Gründungsanlage des Minoritenklosters vorhanden. Im Obergeschoß gibt es Räume mit barocken Stuckschnittspiegeldecken. Es gibt eine eingezogene Wand mit einer barocken Holztür, gerahmt mit Maria, Königin des seraphischen Ordens mit den Hll. Franziskus und Antonius von Norbert Baumgartner aus dem Jahre 1710.

## Klostergarten
Der Klostergarten liegt im Südwesten des Klosters und endet an den Kasematten der ehemaligen Stadtmauer. Es gibt einen Arkadengang mit toskanischen Säulen und ein Fragment eines Runddienstes des Langhauses der ehemaligen Minoritenkirche an der Klostermauer. Von Pater Baschalis wurde von 1935 bis 1936 eine Kopie der Klosterneuburger Madonna geschaffen.